# Si je connais Harry
Albums de Dominique A
La Fossette
(1993) La Mémoire neuve
(1995)
Si je connais Harry est le second album studio de Dominique A sorti le 22 octobre 1993 sur le label Lithium. Il était accompagné d'un disque quatre titres dans son édition promotionnelle.

## Historique
L'album est enregistré en Normandie, à la débrouille dans un gîte par refus de Dominique A de vouloir alors travailler dans un studio qui déclare que « l'idée me rebute, j'ai l'impression qu'on va tout me raboter, que les chansons vont y perdre leur âme ».
En janvier 2012, l'album est remasterisé et réédité en double CD avec des titres rares et inédits sélectionnés par l’artiste.

## Liste des titres
Sauf mentions, toutes les chansons sont composées et écrites par Dominique A
| 1.  | Chanson de la ville silencieuse |                              | 3:45 |
| 2.  | Le Gros Boris                   |                              | 3:28 |
| 3.  | L'Amour                         |                              | 3:39 |
| 4.  | L'Onglée                        |                              | 5:27 |
| 5.  | Pour qui je me prends           |                              | 5:36 |
| 6.  | Otto Box                        |                              | 3:22 |
| 7.  | Pignolo sur sa barquette        |                              | 2:53 |
| 8.  | Un ménage                       |                              | 4:44 |
| 9.  | Un mauvais ami                  |                              | 2:48 |
| 10. | Chiqué, chiqué                  | Christophe et Pierre Grillet | 3:11 |
| 11. | L'Adversité                     | Dominique A et Françoiz Brrr | 3:24 |
| 12. | Retour au calme                 |                              | 2:46 |

| 1. | Un ménage                       |                              |  |
| 2. | Le Gros Boris                   |                              |  |
| 3. | Chanson de la ville silencieuse |                              |  |
| 4. | Chiqué, chiqué                  | Christophe et Pierre Grillet |  |

| 1.  | L'Impression de courir       | 3:00 |
| 2.  | Encoignures et Brûlures      | 2:44 |
| 3.  | You Look Like Sheila         | 2:49 |
| 4.  | Kitchen Room                 | 2:47 |
| 5.  | Les Menteurs                 | 3:38 |
| 6.  | John Love                    | 3:12 |
| 7.  | La valse boite               | 3:09 |
| 8.  | Un albedo                    | 2:44 |
| 9.  | Cent escaliers, cent paliers | 3:35 |
| 10. | Gand                         | 3:01 |
| 11. | La Douceur de vivre          | 3:14 |
| 12. | L'Arbre qui cachait la forêt | 1:40 |

## Single:L'Amour(1994)
| No | Titre          | Durée |
| -- | -------------- | ----- |
| 1. | L'Amour        |       |
| 2. | La Valse boite |       |
| 3. | John Love II   |       |
| 4. | Les Menteurs   |       |